# Alfred Hughes
Alfred Clifton Hughes (ur. 2 grudnia 1932 w Bostonie) – amerykański duchowny katolicki, arcybiskup metropolita Nowego Orleanu w latach 2002-2009.

## Życiorys
Kształcił się w seminarium duchownym rodzinnej archidiecezji bostońskiej w Brighton, a także na Uniwersytecie Gregoriańskim w Rzymie. Tam też 15 grudnia 1957 otrzymał święcenia kapłańskie. W roku 1961 uzyskał doktorat z teologii. Po powrocie do kraju pracował jako wykładowca na swej alma mater.
21 lipca 1981 papież Jan Paweł II mianował go biskupem pomocniczym Bostonu ze stolicą tytularną Maximiana in Byzacena. Sakry udzielił mu jego ówczesny zwierzchnik kardynał Humberto Sousa Medeiros. W latach 1981–1986 służył jako rektor seminarium w Brighton, a od roku 1990 był wikariuszem generalnym archidiecezji.
7 września 1993 mianowany ordynariuszem Baton Rouge w Luizjanie.
16 lutego 2001 ogłoszono jego przeniesienie do Nowego Orleanu, gdzie miał zostać koadiutorem cum iure successionis tamtejszego arcybiskupa metropolity. Rządy objął 3 stycznia 2002 roku. W czasie jego posługi Luizjanę nawiedził huragan Katrina, który zniszczył miasto. Konsekwencjami kataklizmu były zmniejszenie liczby parafii ze 142 do 108 i straty na 300 mln dolarów. Na emeryturę przeszedł 12 czerwca 2009 roku.